# ديد آيلاند (سلسلة)
ديد آيلاند هي سلسلة ألعاب فيديو من نوع الأكشن والأدوار والرعب والبقاء على قيد الحياة من نشر ديب سيلفر لمايكروسوفت ويندوز وبلاي ستيشن 3 وإكس بوكس 360 ومنصات المحمول آي أو إس وأندرويد. هناك ثلاثة أجزاء في السلسلة، مع جزء رابع مقرر إصداره في 21 أبريل 2023. تتمحور القصة حول جزيرة ميتة مملؤها بالزومبي يحاول فيها اللاعبون البقاء على قيد الحياة التركيز الرئيسي على قتالهم بالأسلحة المشروطية.

## ألعاب الفيديو
| العنوان | التفاصيل |
| --- | --- |
| Dead Island تاريخ الإصدار الأصلي: NA September 6, 2011 PAL September 9, 2011 JP October 20, 2011                  | سنوات الإصدار وفقاً للمشغل: 2011 - بلاي ستيشن 3، إكس بوكس 360، مايكروسوفت ويندوز، ماك أو إس، لينكس                          |
| Dead Island تاريخ الإصدار الأصلي: NA September 6, 2011 PAL September 9, 2011 JP October 20, 2011                  | |
| Dead Island: Riptide تاريخ الإصدار الأصلي: NA April 23, 2013 AU April 23, 2013 EU April 26, 2013 JP July 11, 2013 | سنوات الإصدار وفقاً للمشغل: 2013 - بلاي ستيشن 3، إكس بوكس 360، مايكروسوفت ويندوز                                            |
| Dead Island: Riptide تاريخ الإصدار الأصلي: NA April 23, 2013 AU April 23, 2013 EU April 26, 2013 JP July 11, 2013 | |
| Escape Dead Island تاريخ الإصدار الأصلي: NA November 18, 2014 EU November 21, 2014 AUS November 28, 2014          | سنوات الإصدار وفقاً للمشغل: 2014 - بلاي ستيشن 3، إكس بوكس 360، مايكروسوفت ويندوز                                            |
| Escape Dead Island تاريخ الإصدار الأصلي: NA November 18, 2014 EU November 21, 2014 AUS November 28, 2014          | |
| Dead Island: Epidemic تاريخ الإصدار الأصلي: December 8, 2014                                                      | سنوات الإصدار وفقاً للمشغل: 2014 - مايكروسوفت ويندوز                                                                        |
| Dead Island: Epidemic تاريخ الإصدار الأصلي: December 8, 2014                                                      | |
| Dead Island: Definitive Edition تاريخ الإصدار الأصلي: May 31, 2016                                                | سنوات الإصدار وفقاً للمشغل: 2016 - بلاي ستيشن 4، إكس بوكس ون، مايكروسوفت ويندوز                                             |
| Dead Island: Definitive Edition تاريخ الإصدار الأصلي: May 31, 2016                                                | |
| Dead Island Survivors تاريخ الإصدار الأصلي: July 4, 2018                                                          | سنوات الإصدار وفقاً للمشغل: July 4, 2018 - Android, iOS                                                                     |
| Dead Island Survivors تاريخ الإصدار الأصلي: July 4, 2018                                                          | |
| Dead Island 2 تاريخ الإصدار الأصلي: April 21, 2023                                                                | سنوات الإصدار وفقاً للمشغل: 2023 - بلاي ستيشن 4، إكس بوكس ون، مايكروسوفت ويندوز، بلاي ستيشن 5، إكس بوكس سيريس إكس وسيريس إس |
| Dead Island 2 تاريخ الإصدار الأصلي: April 21, 2023                                                                | |